# Temple évangélique de Budavár
Le temple évangélique de Budavár (Budavári evangélikus templom) est une église luthérienne de Budapest, située dans le quartier de Vár sur Bécsi kapu tér en face de la porte de Vienne. 